# کلاچویتسا
جمهوری اسلامی ایران🇮🇷 